# Elisar von Kupffer
Elisar von Kupffer nació el 7 de febrero de 1872 en Sophienthal, Estonia y falleció en Minusio, Suiza el 31 de octubre de 1942. Fue un artista, antólogo, poeta, historiador, traductor y dramaturgo. Utilizó el seudónimo Elisarion en la mayoría de sus escritos.  

## Vida
Hijo del médico Adolph Kupffer y de Elisabeth Thomsen, era nieto del conocido matemático Heinrich Karl Kupffer (1789-1838) y sobrino de Hugo von Kupffer, redactor jefe del Berliner Lokalanzeiger.
De 1891 a 1893 estudió en la escuela de St. Annen de San Petersburgo, donde conoció a su pareja, Eduard von Mayer, y más tarde comenzó sus estudios de Derecho en la Universidad. Interrumpió sus estudios por amor a von Mayer, trasladándose en 1894/95 a Múnich y posteriormente a Berlín, mientras esperaba a que von Mayer terminase su doctorado en Halle. Tras largos años de viajes, se instalaron en 1902 en Florencia, donde permanecieron hasta 1915.
En 1915 se estableció como pintor artístico y muralista en Muralto, Suiza, con su compañero Eduard von Mayer (1873-1960), que era  historiador y filósofo. De 1925 a 1929 transformaron su villa de Minusio (en el lago Maggiore) en una opulenta colección de arte, el Santuario Artis Elisarion. Desde 1981 este ha sido un museo dedicado al trabajo de von Kupffer. La pareja fue la fundadora de un pequeño movimiento artístico llamado Klarismus (en castellano: «clarismo»). 
También fue un fotógrafo, realizando estudios fotográficos de mozos para ser utilizados en la creación de sus pinturas, pero más a menudo su propia figura rejuvenecida puede ser vista como el objeto de sus obras de arte.

## Publicaciones
En 1899-1900 Adolf Brand publicó la influyente antología de literatura homoerótica de von Kupffer Lieblingminne und Freundesliebe in der Weltliteratur en Berlín. La antología fue reimpresa en 1995. Además fue creada como una protesta contra el encarcelamiento de Oscar Wilde en Inglaterra. 
Otras publicaciones incluyen: el Irrlichter de 1900 (con tres obras de teatro, Andrei, Erich y Narkissos), un libro de 1908 sobre el artista del Renacimiento, conocido como El Sodoma; una obra de teatro de 1912, Aino und Tio; y el volumen de poemas de 1912 Hymnen der Heiligen Burg. Su trabajo también fue publicado en la revista de temática gay Akademos, creada por Jacques d'Adelswärd-Fersen.